# Vinning Mak
Vinning Mak (* 13. Januar 1995) ist eine australische Badmintonspielerin. 

## Karriere
Vinning Mak belegte bei den Altona International 2011 Rang drei im Dameneinzel, im Damendoppel und im Mixed. Bei der Badminton-Ozeanienmeisterschaft 2012 und den Auckland International 2013 wurde sie ebenfalls Dritte. Nationale gewann sie 2013 Silber im Doppel.